# L'Apemaia va/L'Apemaia in concerto
L'Apemaia va/L'Apemaia in concerto è il secondo singolo della cantante italiana Katia Svizzero, pubblicato nel 1980. Il disco è la sigla della seconda serie dell'anime L'ape Maia.

## Descrizione
Il brano L'Apemaia va  è stato scritto da Luigi Albertelli, su musica e arrangiamento di Salvatore Fabrizio. L'Apemaia in concerto è la sigla finale della seconda serie, scritta da Enrico Vanzina, su musica di Marcello Marrocchi e Vittorio Tariciotti e arrangiamento di Gianni Mazza.
Il disco è stato pubblicato il 2 dicembre 1980 dalla casa discografica Cetra in una sola edizione, in formato 7", con numero di catalogo SP 1743.
Entrambi i brani che compongono il singolo sono stati inseriti nella compilation Supersigle TV vol. 5 e in numerose altre raccolte.

## Tracce
1. L'Apemaia va – 3:06 (Luigi Albertelli, Salvatore Fabrizio)
2. L'Apemaia in concerto – 3:04 (Enrico Vanzina, Vittorio Tariciotti, Marcello Marrocchi)

Durata totale: 6:10

## Crediti
- Katia Svizzero - voce
- Salvatore Fabrizio - arrangiamenti, direzione d'orchestra